# Placa volar
La placa volar  o ligamento palmar es un ligamento que se encuentra en la cara volar (palmar o anterior) de la articulación interfalángica proximal (o primera articulación interfalángica) de la mano y que  impide que el dedo se hiperextienda (flexione hacia atrás). 
Su rotura se suele producir en mecanismos de hiperextensión de los dedos y es frecuente que produzca arrancamiento del extremo óseo (avulsión). 
En su tratamiento suele ser suficiente mantener el dedo flexionado con una férula, aunque en ocasiones es necesaria la cirugía.

## Función
La placa volar se mueve en tres fases durante la flexión de la articulación. Primero, se desliza atrás hacia la mano. Luego, se levanta alejándose de la falange próxima. Finalmente, un borde en medio de la falange se desliza dentro de un hueco de la placa.